# Agung Setyabudi
Agung Setyabudi (Surakarta, 2 novembre 1972) è un ex calciatore indonesiano, di ruolo difensore.

## Carriera

### Club
Ha giocato nella prima divisione indonesiana.

### Nazionale
Con la nazionale indonesiana ha partecipato alla Coppa d'Asia 1996 e 2004.